# C. V. France
Charles V. France (30 de junho de 1868, Bradford, West Riding of Yorkshire — 13 de abril de 1949, Gerrards Cross, Buckinghamshire), geralmente creditado como C. V. France, foi um ator britânico.